# Sociologists for Women in Society
Sociologists for Women in Society (SWS, Sociologues pour les femmes dans la société) est une organisation internationale de sociologues — étudiants, corps enseignant, praticiens, et chercheurs — travaillant ensemble pour améliorer la position des femmes dans la sociologie et dans la société en général.
L'association a son siège à l'université du Rhode Island, Kingston, État de Rhode Island. Sa présidente est Patricia Yancey Martin.
SWS tient des réunions annuelles et édite Gender & Society.